# Piazza Giulio Cesare
La Piazza Giulio Cesare est une place de Palerme située juste à l'extérieur du centre historique. 
La place a été construite en 1886 avec la nouvelle gare centrale de Palerme qui la surplombe, la place est également le début de la Via Roma. Au centre se trouve une statue équestre représentant Vittorio Emanuele II, la statue est située au milieu d'un petit espace vert. Sur le devant de la via Roma se trouve l'entrée monumentale construite entre 1924 et 1936. 

## Images

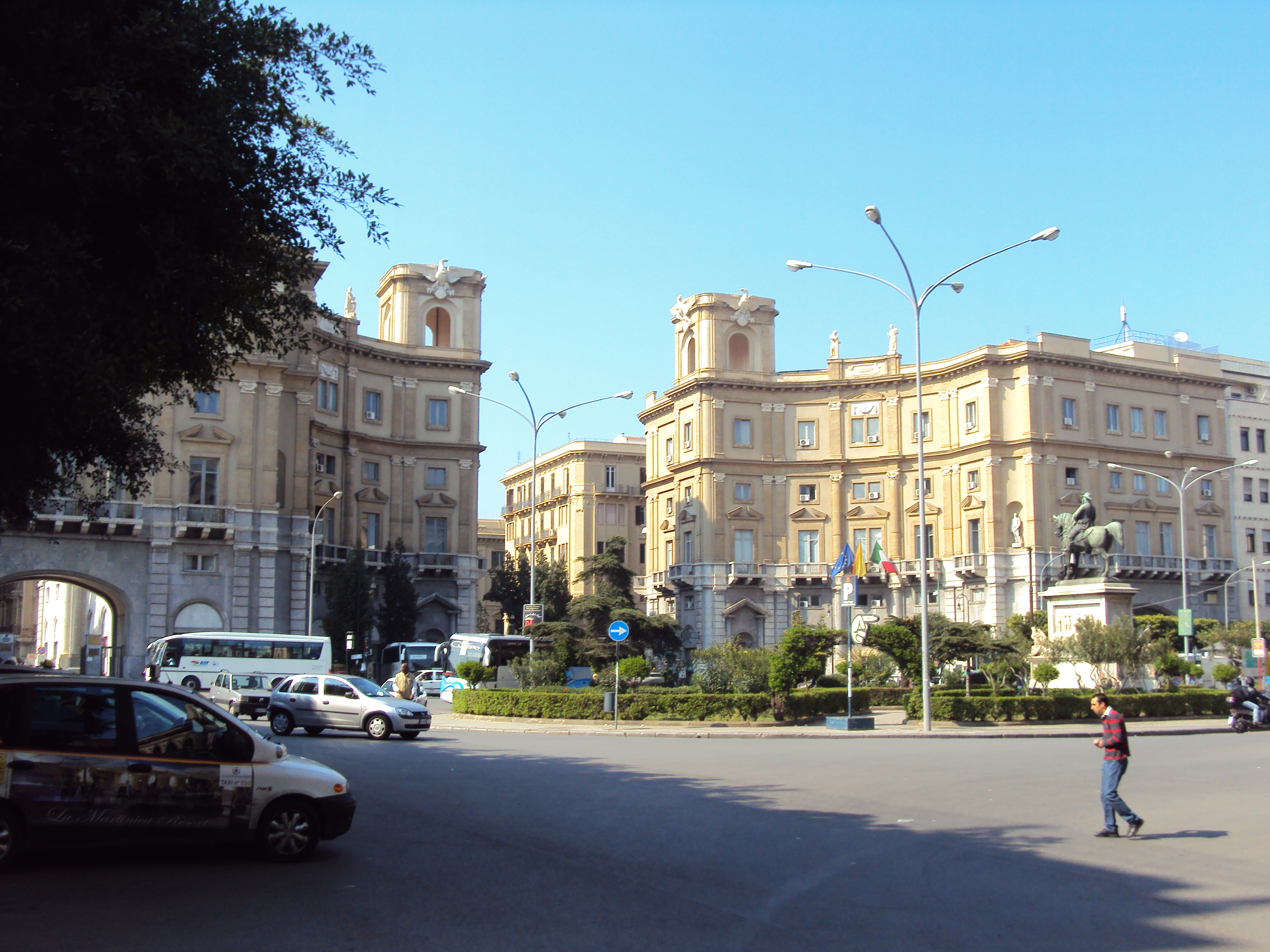
Piazza Giulio Cesare.
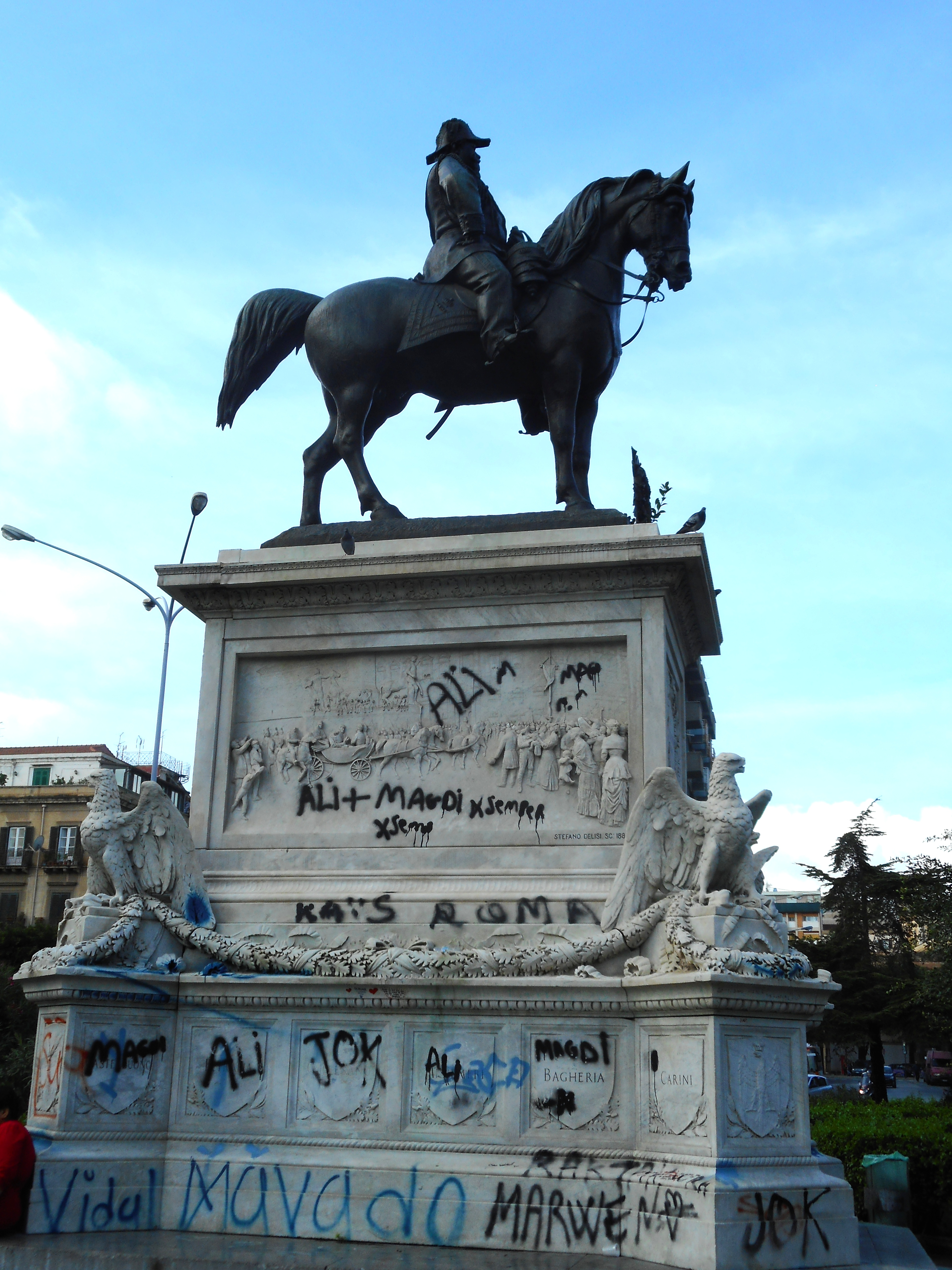
Monument équestre de Vittorio Emanuele II.

## Articles associés
- Gare centrale de Palerme